# Friedrich Rainer
Friedrich Rainer [rájner], avstrijski pravnik, nacistični politik in vojni zločinec, * 28. julij 1903, Šentvid ob Glini, Avstro-Ogrska, † 19. julij 1947 ali november 1950, Jugoslavija.

## Življenje in delo
Rodil se je v družini učitelja Norberta in gospodinje Friederike Rainer, rojene Klein. Ljudsko šolo je obiskoval v rojstnem kraju, gimnazijo pa v Celovcu. V bojih za južno mejo Koroške po 1. svetovni vojni je bil član paravojaških nemških enot. Po maturi je bil nekaj časa v domačem kraju bančni uradnik, nato pa je študiral pravo na Univerzi v Gradcu in tam novembra 1926 promoviral za doktorja pravnih ved. Po doktoratu je opravljaj delo notarja, sprva v Ebersteinu, nato pa v Celovcu.
Rainer je začel že zgodaj delovati v raznih nacionalističnih združenjih, postal je npr. visoki funkcionar telovadnega društva (Turnverein), bil član štajerske in koroške domovinske zveze (Heimatschuz), v rojstnem kraju je postal član jurišnih oddelkov (Sturmabteilung), ob deseti obletnici koroškega plebiscita pa je vstopil tudi v Nacionalsocialistično nemško delavsko stranko, v kateri se je hitro vzpenjal po hierarhični lestvici. V zvezi s prevratno nacistično dejavnostjo je bil leta 1936 tudi nekaj mesecev v zaporu- Po priključitvi Avstrije Tretjemu rajhu (Anschluss) in prevzemu oblasti je postal najprej državni sekretar v kabinetu ministra Huberta Klausnerja, že maja 1938 pa je bil imenovan za pokrajinskega vodjo NSDP (gauleiter) in deželnega glavarja (od 1940 državnega namestnika) v Salzburgu. 30. novembra 1941 je postal pokrajinski vodja NDSP za Koroško, od 16. decembra 1941  državni namestnik za Koroško in vodja  civilne uprave za tako imenovana zasedena območja Koroške in Kranjske v Celovcu. 10. septembra 1943 je postal še visoki komisar za operacijsko cono Jadransko morje v Trstu. V tej funkciji je bil odgovoren neposredno Hitlerju. Bolj taktično, vendar nič manj dosledno kot njegov predhodnik Franz Kutschera je vodil okupacijsko politiko na Gorenjskem in raznarodovanje na Koroškem, V Julijski krajini si je s koncesijami tam živečim narodom prizadeval umirjati nacionalna nasprotja in pridobiti čim več ljudi za potrebe nemškega rajha. Poleti 1944 mu je Hitler zaupal vodstvo utrjevalnih del v akciji Pöll v omenjeni coni in tudi severni Italiji. Pri teh delih so zaposlili več kot 90.000 prebivalcev dnevno. Tik pred kapitulacijo rajha je 5. maja 1945 izročil upravo Gorenjske Leonu Rupniku in čez dva dni upravo Koroške predstavnikom nekdanjih avstrijskih političnih strank.
Kot šef civilne uprave in kot vrhovni komisar je vodil nacistično okupacijsko politiko na dobri polovici slovenskega narodnostnega ozemlja ter bil posredno in deloma tudi neposredno odgovoren za kršenje mednarodnega in splošnega prava na zasedenih ozemljih, tako tudi za številne nacistične zločine nad slovenskim prebivalstvom. Po predaji oblasti na Koroškem se je pred prodirajočimi britanskimi in jugoslovanskimi četami s sodelavci umaknil v koroške hribe, a so ga Britanci 31. maja 1945 izsledili na Zahodnem Tirolskem in zaprli. Sprva je bil kot britanski jetnik na razpolago kot priča na vrsti procesov proti vojnim zločinskem v Nürnbergu, zatem je bil v ameriškem ujetniškem taborišču v Dachauu.  13. marca je bil predan jugoslovanskim oblastem. Skupaj z drugimi nacističnimi častniki in funkcionarji je bil obtožen vojnih zločinov. Na sodnem procesu od 10. do 19. julija 1947 pred vojaškim sodiščem 4. armade v Ljubljani je bil obsojen na smrt z obešenjem, kar naj bi se po zapisniku o usmrtitvi zgodilo 19. avgusta 1947, vendar je zanesljivo, da poldrugo leto obsodbe niso izvršili. Prav tako ni znano, kdaj in kje so smrtno kazen izvršili.